# ウルフェン (映画)
『ウルフェン』（原題：Wolfen）は、1981年制作のアメリカ合衆国のホラー映画。ホイットリー・ストリーバー原作の小説を『ウッドストック/愛と平和と音楽の三日間』のマイケル・ウォドレー監督が映画化。
狼男ではなく、狼の怪物を描いた作品。1982年度アボリアッツ・ファンタスティック映画祭審査員特別賞受賞。狼の視点から見た映像を表現するために“ケムトン・エフェクト”という、ネガポジ反転に蛍光の彩色を施し色を逆転させる現像処理を用いた特殊効果が当時話題となった。
日本では、1981年9月15日に東映洋画によって公開され、1986年4月25日にワーナー・ホーム・ビデオでビデオがレンタル開始され、1986年7月25日にワーナー・ホーム・ビデオでLDが発売され、1987年1月30日にワーナー・ホーム・ビデオでビデオが発売された。DVD化はされなかったが、2015年2月23日にWARNER ARCHIVE COLLECTIONとしてDVDが発売された。

## あらすじ
ニューヨークの旧オランダ街で不可解な殺人事件が次々と発生。
事件を捜査するニューヨーク市警察刑事のウィルソンと心理学者のレベッカは死体から発見された狼の毛を手掛かりにインディアンの青年につき当たり、彼からこの地に古くから伝わる狼の精霊＝“ウルフェン”の事を聞く。
一連の殺人事件は、棲家を乱開発によって破壊された“ウルフェン”の仕業だったのだ。

## キャスト
- デューイ・ウィルソン：アルバート・フィニー
- レベッカ・ネフ：ダイアン・ヴェノーラ
- エディ・ホルト：エドワード・ジェームズ・オルモス
- ウィッティントン：グレゴリー・ハインズ
- ファーガソン：トム・ヌーナン
- ウォーレン：ディック・オニール
- 老インディアン：デール・バーティ
- ロス：ピーター・マイケル・ゴーツ
- 死体安置所の職員：レジナルド・ヴェルジョンソン
- ボールディ：ジェームズ・トールカン
- バーの主人：トム・ウェイツ（クレジットなし）